# 烏什夫卡
51°51′40″N 32°58′39″E / 51.86111°N 32.97750°E
烏什夫卡（烏克蘭語：Ушівка），是烏克蘭的村落，位於該國北部切爾尼戈夫州，由諾夫哥羅德-謝韋爾斯基區負責管轄，面積0.46平方公里，海拔高度139米，2001年人口93，人口密度每平方公里202.2人。